# رایان دریلر
رایان دریلر (انگلیسی: Ryan Driller؛ زادهٔ ۱۷ اوت ۱۹۸۲) بازیگر پورنوگرافی اهل ایالات متحده آمریکا است.